# Cercotmetus
Genre
Cercotmetus est un genre d'insectes aquatiques hétéroptères (punaises) de la famille des Nepidae, présent dans la zone indomalaise, et comprenant une dizaine d'espèces.

## Description
Les Cercotmetus ont le corps allongé et subcylindrique, de couleur brunâtre, parfois recouvert de débris. Par rapport aux ranatres (genre Ranatra), le siphon respiratoire est relativement court, d'environ un quart ou moins de la longueur du corps. Le fémur antérieur est plus court que le pronotum. Les tibias médians et postérieurs portent de longues franges de soies natatoires. Les yeux ont une forme inclinée vers le bas, obscurcissant le bord inférieur de la tête. Les antennes ont trois articles, mais ne sont pas visibles par en-dessus, car logées dans des rainures ente les yeux. Le clypeus est proéminent, plus levés que les joues. Ils mesurent entre 28 mm pour le plus petit (comme C. minutus), et jusqu'à 60 mm pour les plus grands (C. compositus), sans le siphon, qui mesure entre 6 et 16 mm,,. 
Les œufs ont entre deux et six cornes respiratoires assez longues (entre 6 et 12 mm). 

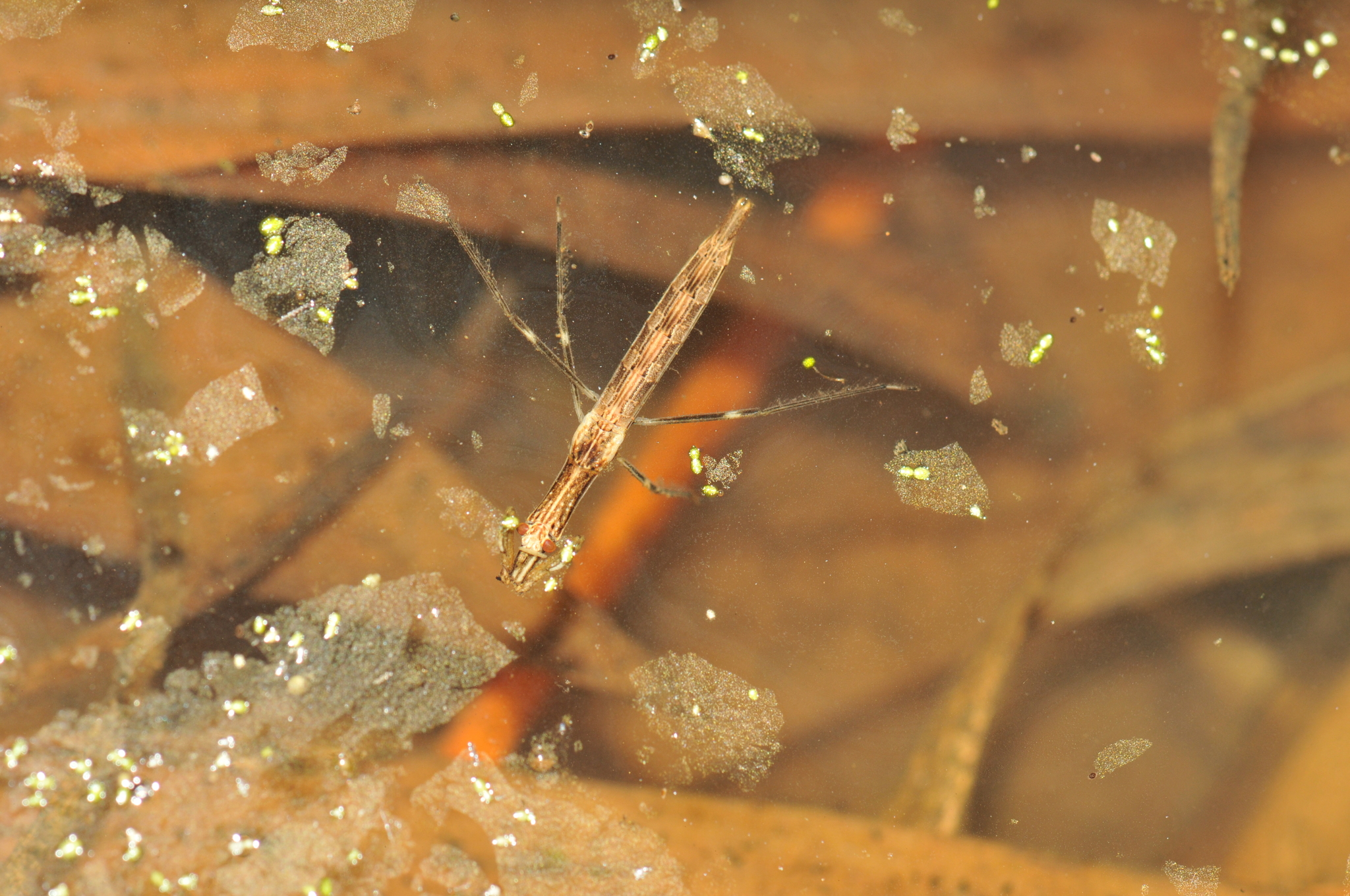
Cercotmetus brevipes, juvénile, Taïwan.
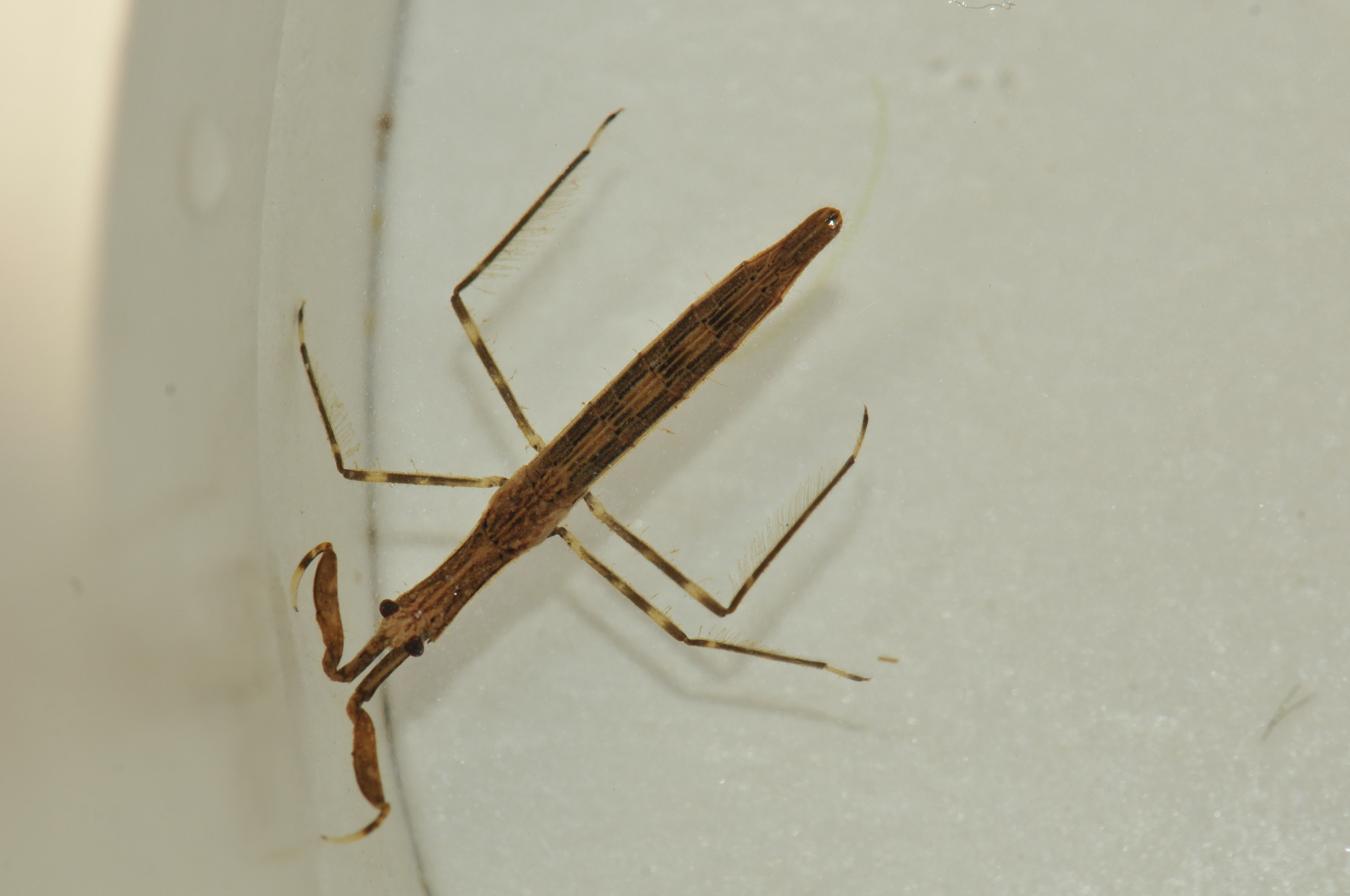
Vue d'un spécimen de C. brevipes récolté, montrant le long pronotum et les fémurs antérieurs plus courts que celui-ci, un critère diagnostique.
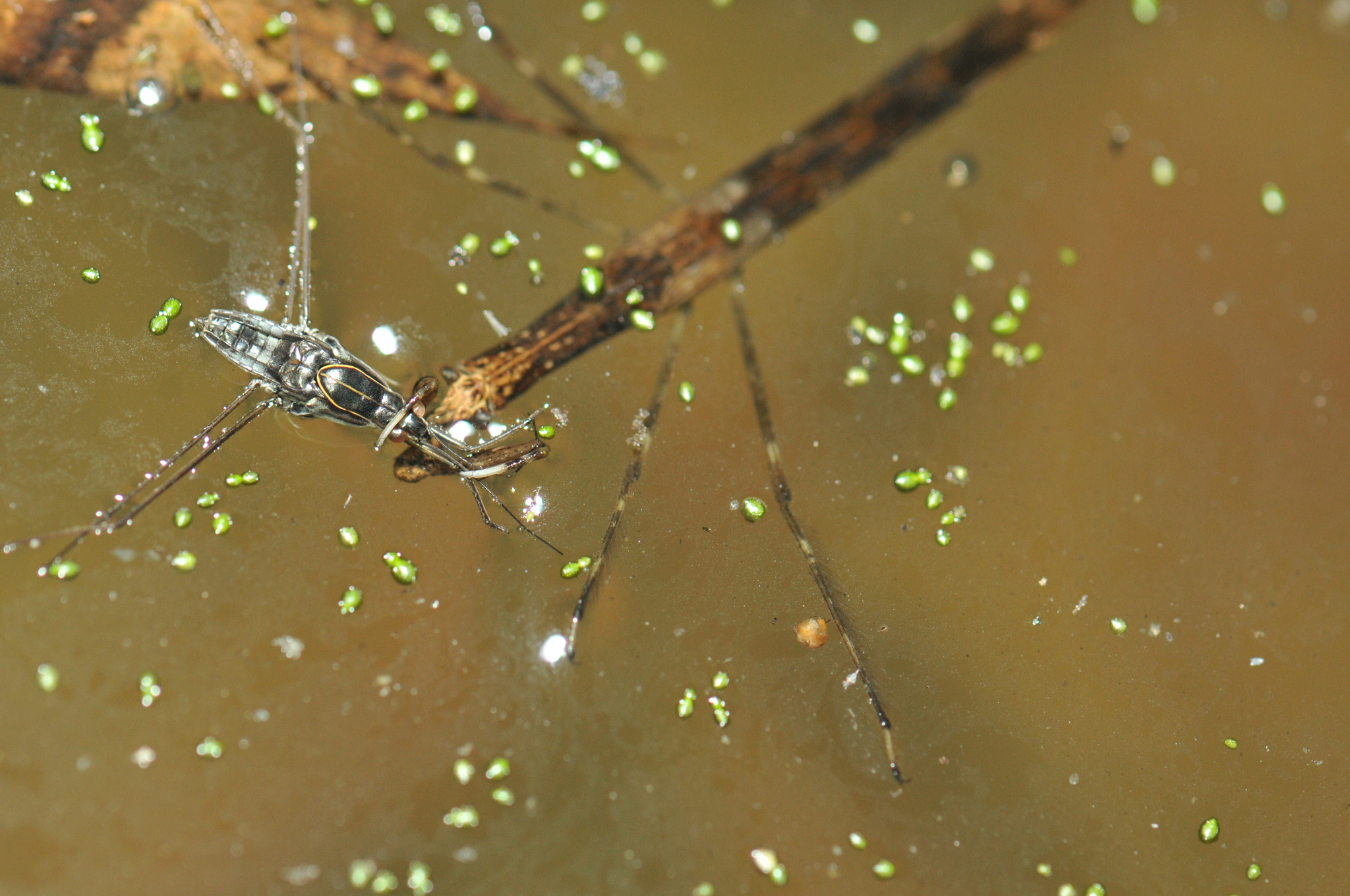
Un juvénile de C. brevipes avec une proie (Gerridae).

## Répartition et habitat
Le genre Cercotmetus est propre aux écozones indomalaise et australasienne, présent de l'Inde et du Bhoutan (limite nord de sa répartition) au Nord de l'Australie (une sous-espèce de C. brevipes), en passant par la Malaisie et l'Indonésie. La région la plus riche en espèces se situe entre la Thaïlande et le Vietnam,. 

## Biologie
La biologie de ce genre est peu connue. Leur morphologie laisse à penser qu'ils chassent plus en eau libre que les Ranatra (qui se cachent dans les plantes aquatiques). 

## Systématique
Le genre Cercotmetus a été décrit par les entomologistes Charles Jean-Baptiste Amyot et Jean Guillaume Audinet-Serville en 1843, avec son espèce type, C. asiaticus. En 1849, W. S. Dallas décrit C. pilipes, et une troisième espèce est décrite par W. L. Distant en 1904. A. L. Montandon décrira six espèces entre 1903 et 1911. Une dernière espèce est décrite beaucoup plus tard, en 1999, par S. L. Keffer et J. T. Polhemus. En 1973, I. Lansbury révise le genre. 
Cercotmetus est classé dans la tribu des Ranatrini avec un autre genre, Ranatra, dont il semble proche du groupe d'espèces de R. gracilis. Il compte dix espèces. 

### Liste d'espèces
Selon BioLib (24 février 2023) :
- Cercotmetus asiaticus Amyot & Serville, 1843
- Cercotmetus brevipes Montandon, 1909
- Cercotmetus compositus Montandon, 1903
- Cercotmetus dissidens Montandon, 1911
- Cercotmetus fumosus Distant, 1904
- Cercotmetus horni Montandon, 1911
- Cercotmetus minutus Keffer & Polhemus, 1999
- Cercotmetus pilipes (Dallas, 1850)
- Cercotmetus robustus Montandon, 1911
- Cercotmetus strangulatus Montandon, 1911